# 荻野工業 (広島県)
株式会社荻野工業（かぶしきがいしゃおぎのこうぎょう）は、広島県熊野町に本社を置く自動車部品製造の企業である。1957年に創業。

## 概要
広島県や東南アジアで自動車部品製造の製造、減速機の開発、機能部品の開発を行う会社。創業時は広島市矢賀新町で、三菱広島精機製作所、東和精機の協力工場としての創業であった。ベトナム・フィリピンに工場がある。

## 事業所
- 本社工場（本社）広島県安芸郡熊野町平谷1-12-1
- 呉工場　広島県呉市郷原町4010-6（桑畑工業団地）
- 東広島工場　広島県東広島市高屋台1-12-36（東広島中核工業団地）